# Arqueta de Sant Cugat
La arqueta de Sant Cugat es un relicario de orfebrería de principios del siglo XIV, realizada con placas de plata repujada y cincelada en parte doradas y sobrepuestas sobre una arqueta de madera, que representan escenas de la vida y muerte de san Cugat. Sus autores fueron Joan de Gènova i Arnau Campredon. Durante el siglo XVII se procedió a su desmontaje y se construyó una nueva de menor tamaño, en la que se reutilizaron las planchas de plata de la anterior. 
Se conservó en el monasterio de San Cugat del Vallés desde el siglo XIV hasta el año 1835, que debido a la desamortización del monasterio, la arqueta con las reliquias pasó a venerarse a la iglesia de Sant Cugat del Rec, en Barcelona. En la actualidad pertenece a la colección del Museo Diocesano de Barcelona.

## Historia

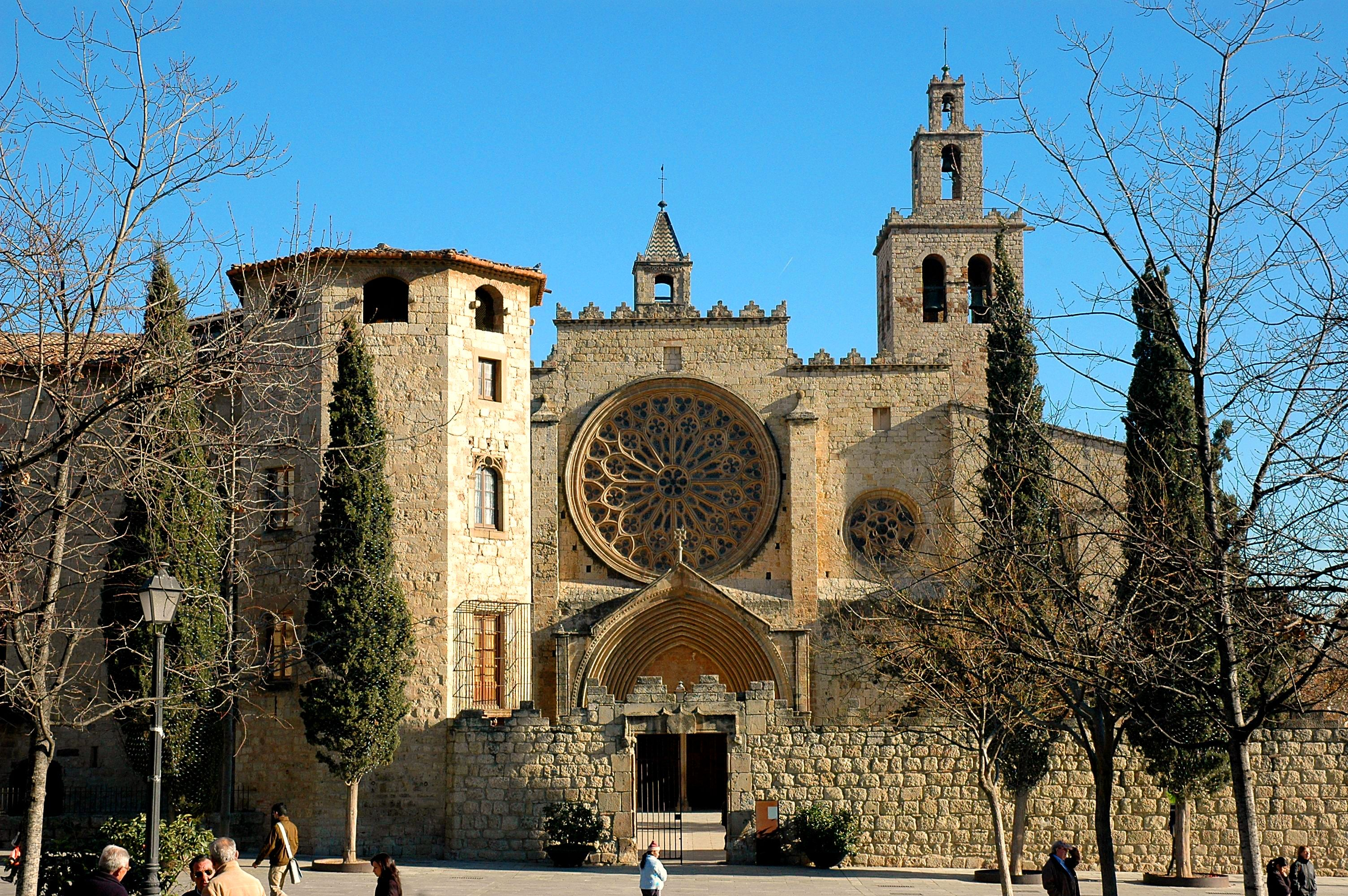
Monasterio de Sant Cugat.

El 18 de septiembre de 1303 el abad del monasterio de sant Cugat, Pons Burguet (1298-1306) recibió un legado de Bonanat Basset destinado para la construcción de una arqueta para la custodia de reliquias de san Cugat: 

caxiam […] de argento ad honorem et servicium beati martiris Sancti Cucuphatis.

El encargo se realizó a Joan de Génova (Johannes de Genoa), orfebre con gran prestigio, que como se deduce por su nombre era de procedencia italiana y establecido en Perpiñán, en aquel entonces capital continental del reino de Mallorca. En el documento del contrato aparece nombrado junto con su colaborador el escultor Arnau Campredon, también en el mismo documento se establece que los desplazamientos a Barcelona de los dos artistas correrían a cargo de los comitentes —monasterio de Sant Cugat—.
La arqueta fue desmontada entre 1664 y 1665, sin que se sepa el motivo, y se realizó una nueva más pequeña con lo que pasó de medir 120 cm de ancho a 63 cm, aunque las planchas de plata son las procedentes de la reutilización de la antigua arqueta.
En 1835, con la desamortización eclesiástica y la clausura del monasterio, las reliquias que aún estaban en el cenobio se trasladaron a la iglesia de la parroquia de Sant Cugat del Rec en Barcelona. El año 1916, Jeroni Martorell vocal de la Junta de Museos de Barcelona, señalaba en una nota, que en su opinión, completarían las colecciones de los museos artísticos municipales diversas obras que podían ser posibles adquisiciones por parte de la Junta y entre las que se encontraba la arqueta de Sant Cugat. —Actes de la Junta de Museus de Barcelona. Sessió de 28-X-1916. Llibre d’Actes—

## Tema

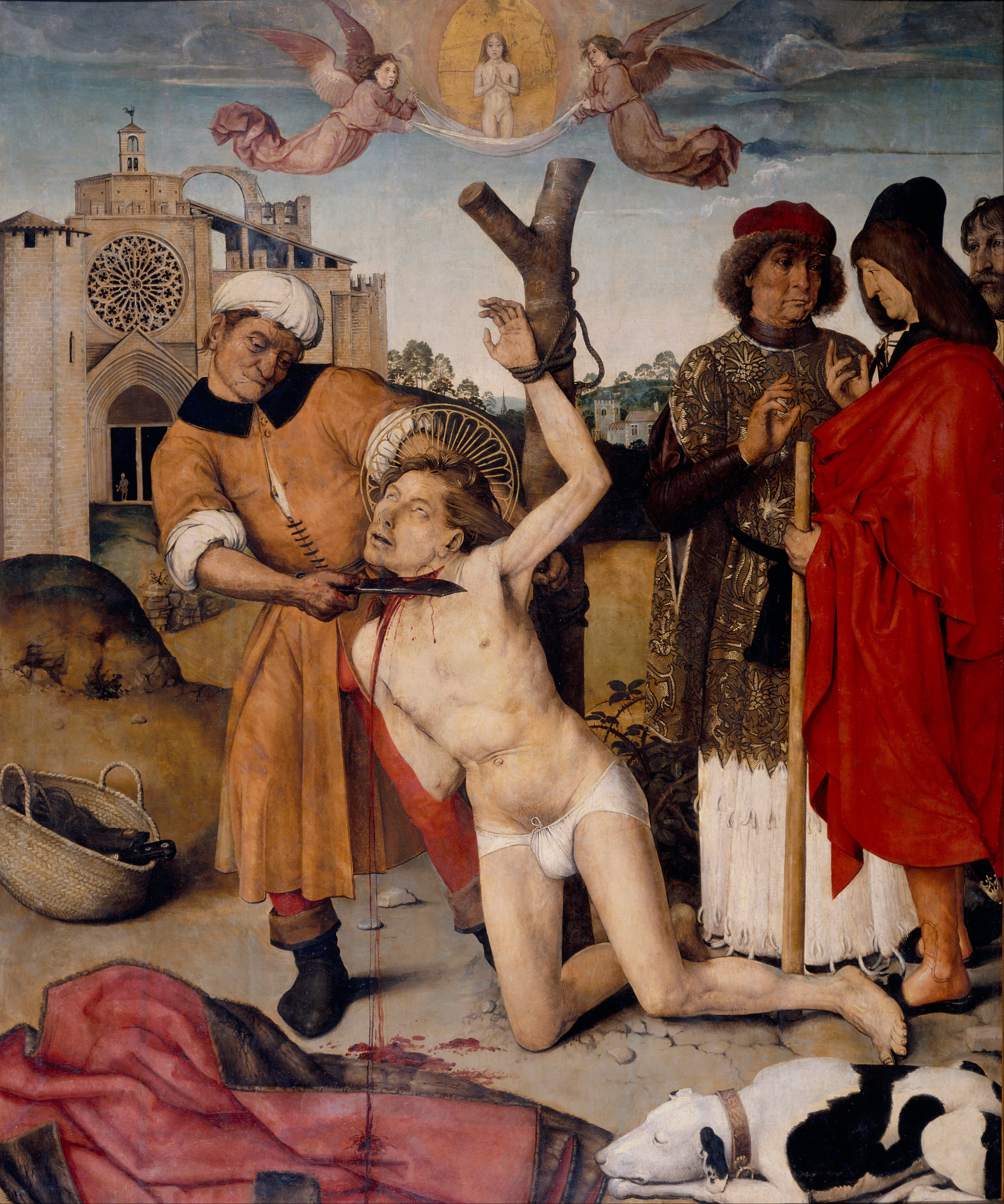
Degollación de San Cugat de Aine Bru (1504–1507), procedente del retablo mayor del monasterio de Sant Cugat, hoy en el Museo Nacional de Arte de Cataluña.

El tema representado es la vida de san Cugat desde su llegada a Barcino, sus predicaciones y conversiones hasta su prendimiento y muerte por decapitación por orden de Maximiano y su sepultura por parte de sus discípulas Juliana y Semproniana, todo narrado en forma de relieves seriados alrededor de la arqueta destinada para conservar sus reliquias. El tema del martirio de san Cugat ha sido tratado posteriormente en otras obras de arte, como en la tabla de la Degollación de San Cugat (1504–1507) de Aine Bru, procedente del antiguo retablo mayor del monasterio de Sant Cugat y que se encuentra en el Museo Nacional de Arte de Cataluña. Las cuatro pinturas que se encuentran en la basílica de Santa María de Mataró en las que se representan a este santo junto con las que fueron sus discípulas las santas Juliana y Semproniana, las obras son: Predicación de San Cugat (1796), el Juicio de las Santas (1797), el Martirio de las Santas (1799) i el Martirio de San Cugat, este último sustituye desde 1945 al que formaba parte de la serie anterior con el mismo título y que fue quemado en la guerra civil española de 1936. Del cuadro quemado, se conserva una pintura, que se cree un esbozo, en el Museo Municipal de Náutica del Masnou titulada El degollamiento de San Cugat de Pere Pau Muntanya que es el mismo autor de la serie de la iglesia de Mataró.

### San Cugat
Se dice que san Cugat desembarcó en Barcelona procedente de la ciudad de Scilia en el norte de África cerca de Cartago. En compañía de san Feliu llegó a Barcelona a finales del siglo III, donde se dedicó a predicar el evangelio. En el año 303, el emperador Diocleciano había dado orden de exterminio de los cristianos en la que sería la última de les grandes persecuciones contra el cristianismo en el Imperio romano. Fue hecho prisionero por orden de Maximiano y después de sufrir diversas tortures fue decapitado en el año 304 en el lugar llamado Castrum Octavianum donde más tarde se construyó el monasterio de Sant Cugat. Una vez muerto fue enterrado cristianamente en el mismo lugar por dos discípulas suyas Juliana y Semproniana, que por este hecho también fueron martirizadas y muertas.

## Descripción

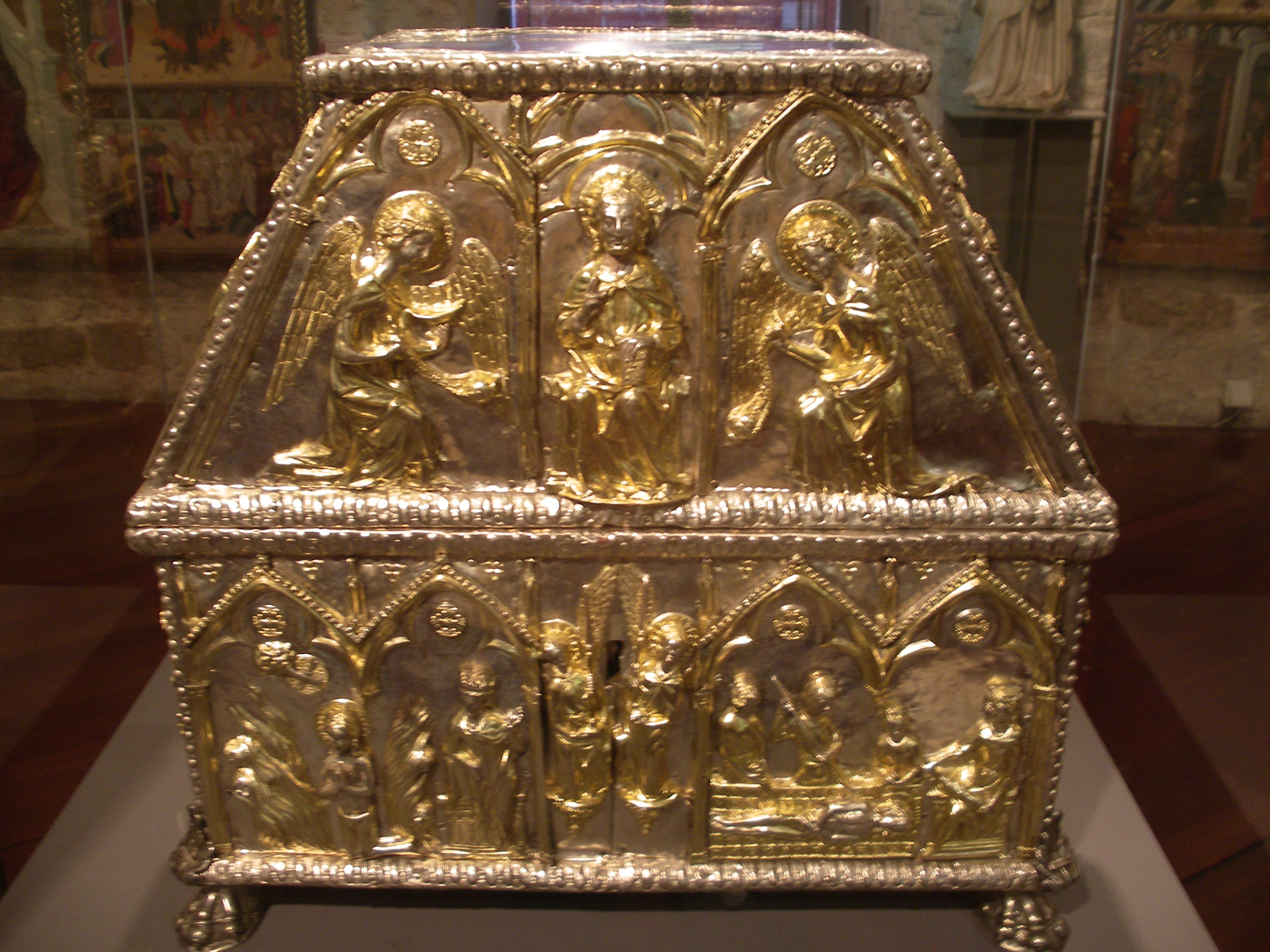
Parte delantera de la arqueta de Sant Cugat

La arqueta de Sant Cugat está datada hacia 1303, aunque actualmente presenta el aspecto de una reforma en su tamaño realizada en el siglo XVII, que pasó de medir 120 cm a 63 x 26 x 63 cm, en esta reforma se utilizaron las placas de plata de la primitiva. Presenta una planta rectangular y la cubierta está realizada a cuatro batientes. Su estilo gótico es de clara ascendencia franco-flamenca. Se conserva en el Museo Diocesano de Barcelona con el número de inventario 679.
La plata parcialmente sobredorada está tratada con repujado y cincelado. Según explica Fèlix Duran i Cañameres, con motivo de una exposición de presentación de la pieza realizada en Madrid, se le efectuó un molde que produjo el arranque de unas aplicaciones de esmaltes que tenía desde su primitiva construcción. Núria de Dalmases precisa en su estudio sobre la arqueta que no tuvo nunca aplicaciones de esmalte en la ornamentación de les tracerías góticas del conjunto, como era habitual en las arquetas de esa época. Las molduras de los bordes y los pies de la arqueta son añadidos del siglo XVII.
Observando las placas y por la modificación sufrida en el siglo XVII, se nota que era mayor la arqueta original, ya que en la representación de las escenas de la vida de san Cugat, en las partes centrales de los cuerpos rectangulares se encuentra plancha recortada con motivos que no conforman ninguna escena historiada y en algunas arquerías se les nota que están desmochadas.
Seguramente la serie que presenta la arqueta actualmente tiene el orden alterado ya que debió de suprimirse alguna escena para adaptar la narración a su nueva medida. Los episodios que se pueden ver son:
Parte delantera:
- La parte delantera superior correspondiente a la tapa representa en su centro a Cristo sentado en un trono bendiciendo con la mano derecha y con un libro en la izquierda, enmarcado per una simulación de arquitectura de ojivas trilobuladas y con una separación de columnas con pináculos, en los espacios de ambos lados se encuentran unos ángeles en genuflexión portadores de un incensario (ángeles turiferarios).[9]
- En la parte inferior delantera, parece ocupar el centro donde se encuentra la cerradura de la arqueta la representación de las santas Juliana y Semproniana y en ambos lados las placas completas de:
- San Cugat en medio de una gran hoguera de donde huyen los demonios, sobre el mártir se aprecia la mano de Dios (dextera domini) y Maximiano lo observa desde su trono
- San Cugat sufre el martirio sobre una parrilla ante Maximiano.

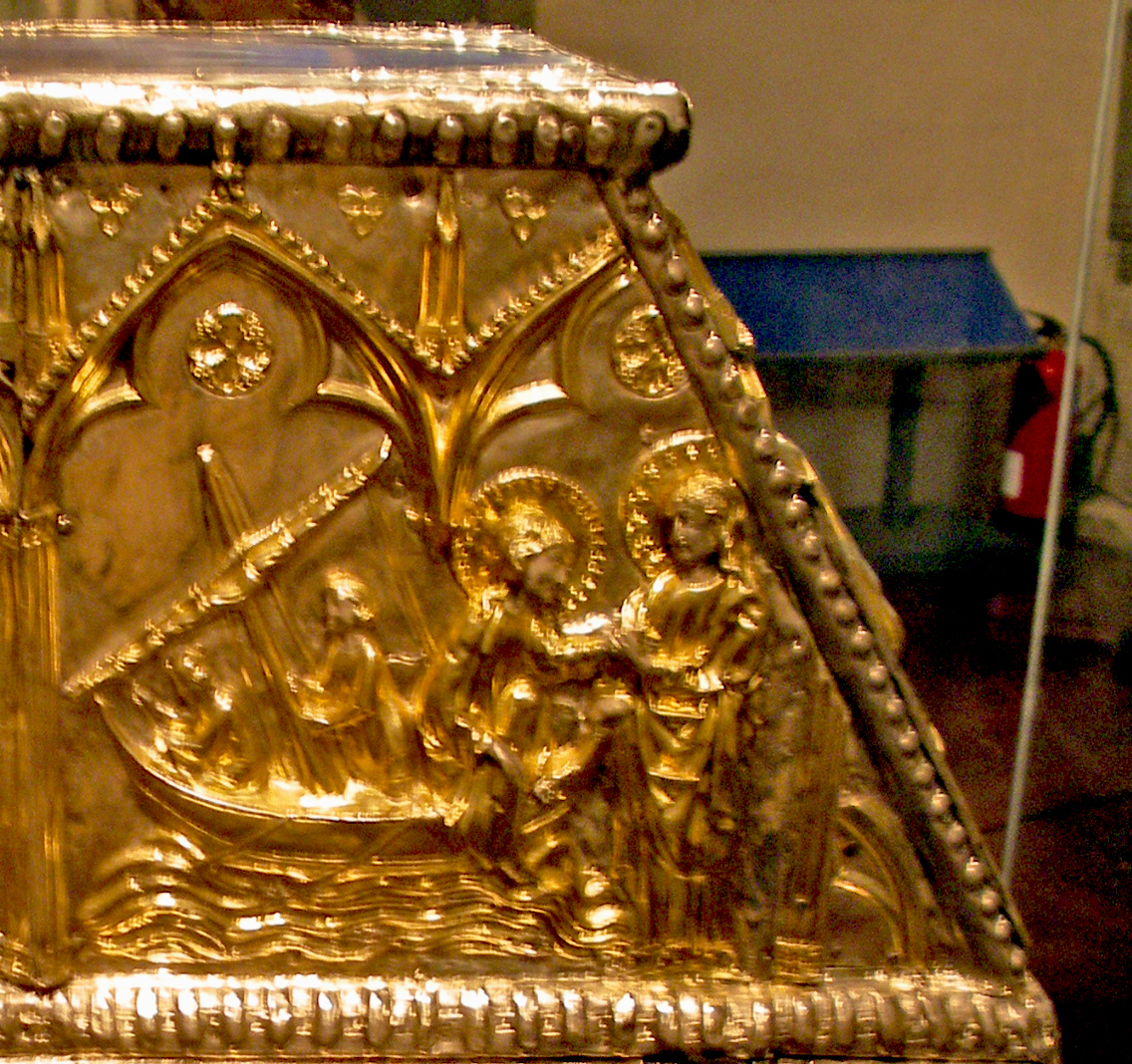
Desembarco de san Cugat junto con san Feliu en Barcelona.
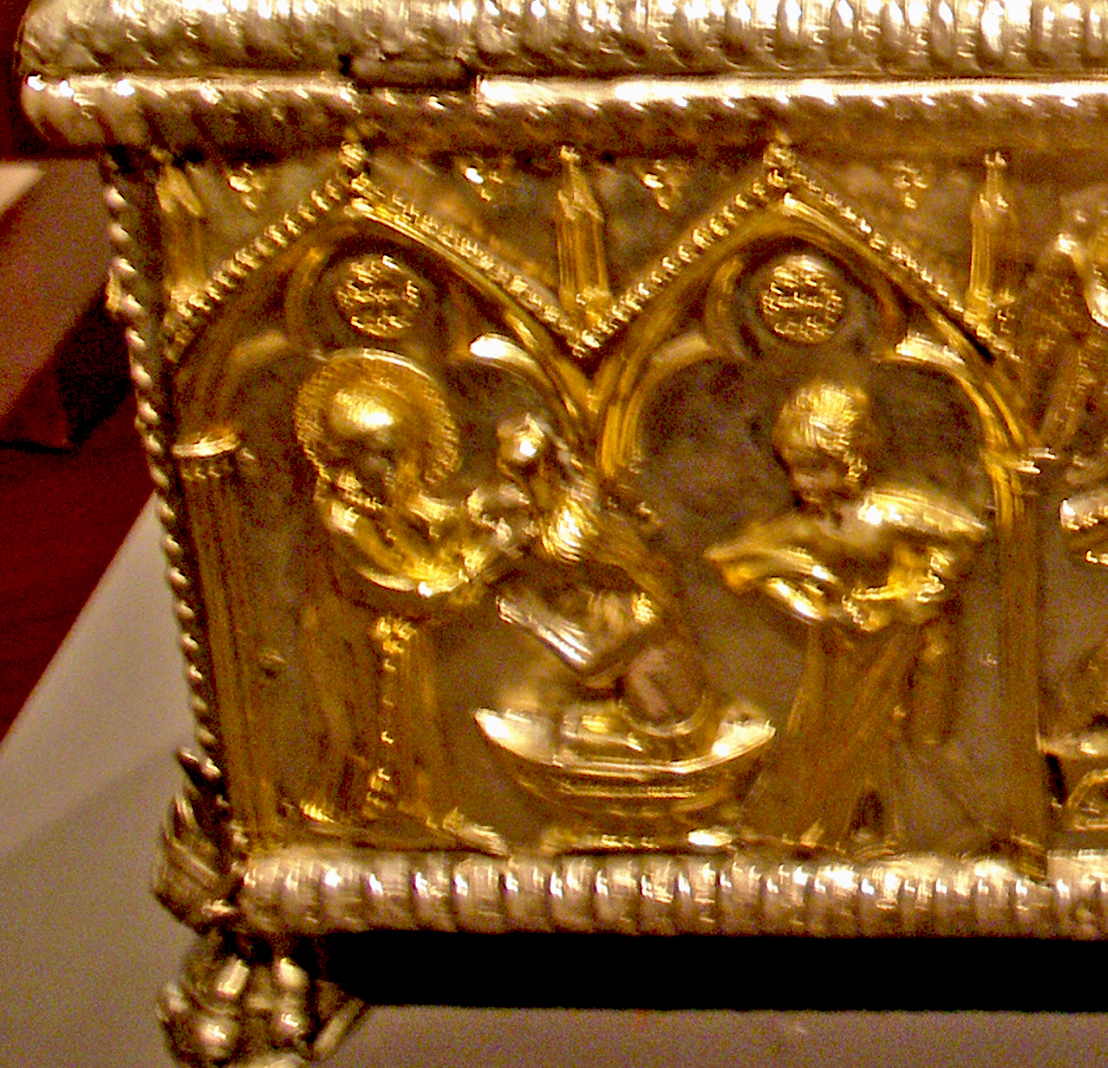
Martirio de san Cugat apaleado.
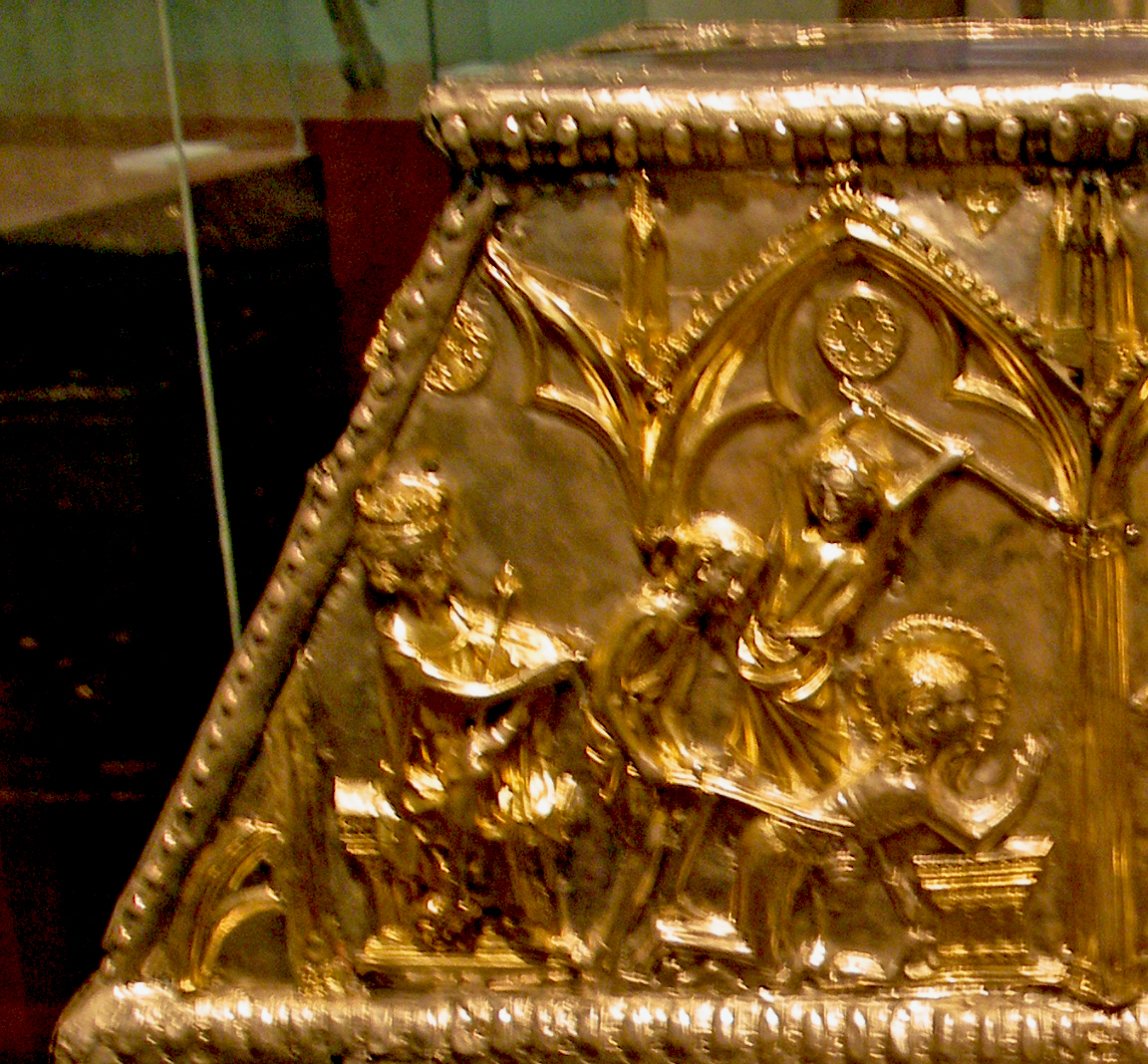
Bautismo por parte de san Cugat a las santas Juliana y Semproniana.

Parte posterior:
- Desembarco de san Cugat junto con san Feliu en Barcelona
- Predicación de san Cugat ante un grupo de gente.
- Bautismo por parte de san Cugat a las santas Juliana y Semproniana, discípulas de sant Cugat procedentes de la antigua ciudad romana de Iluro y que en 1852 fueron proclamadas santas patronas de Mataró.[11]
- Martirio de San Cugat apaleado.

Laterales cortos:
- San Cugat es llevado encadenado ante Maximiano.
- Decapitación de san Cugat.
- En presencia de san Cugat el templo pagano se hunde y muere aplastado Maximiano.
- Las santas Juliana y Semproniana depositan en el sepulcro el cuerpo del santo.

## Técnica
|                                              |
| Urna de San Cándido con estuco dorado (1292) |

|                                                                                      |
| Arqueta de Sant Martirià, donde se aprecia los colores de los esmaltes (1413 - 1453) |

La plata blanca y la que se sobredoraba, fue empleada en la orfebrería gótica para substituir el oro que predominó en épocas anteriores, aunque se siguió empleando para la realización de piezas especiales normalmente encargadas por los reyes y para culto religioso de grandes catedrales. El empleo mayoritario de la plata se produjo por la baratura del material en comparación con el oro y también por una relación técnica ya que admitía la aleación con el cobre y facilitaba su elaboración al dar al material un grado de dureza superior. Había obras elaboradas de una sola pieza por medio de la fundición y otras que estaban formadas por diferentes placas soldadas, claveteadas encima de la madera o las que se unían a través de pestañas. En la plancha de plata se le daba forma con la técnica del embutido a base de golpes con el martillo hasta conseguir lo que se tenía proyectado, las planchas se reforzaban en los bordes con molduras que a la vez servían de ornamentación. El cincelado y el repujado conseguían el acabado de la pieza golpeando la lámina por el anverso o por el reverso.
Durante el gótico, se realizaron multitud de relicarios, para custodiar y venerar restos de santos y mártires. La forma más normal era de arcas en forma de sepulcro la mayoría rectangulares y cubiertas a dos o cuatro batientes realizadas en madera y chapadas con planchas de plata. De esta misma tipología son las arquetas de Sant Patllari de Camprodón (c.1315), la de Sant Martirià de Bañolas ( 1413-1453), la de San Lorenzo del Museo Episcopal de Vich (1240-1350) y la arqueta de Sant Cugat. Una técnica también bastante corriente para cubrir el cuerpo de la arqueta fue el empleo de relieves de yeso dorados con pan de oro como presenta la urna de San Cándido (1292), conservada en el Museo Nacional de Arte de Cataluña y también procedente del monasterio de Sant Cugat. La mayoría de los relicarios en forma de arca muestran como elementos de unión formas arquitectónicas, con arcos ojivales, vitrales , cresterías o pináculos.

## Exposiciones
- 1892-1893 Madrid, Exposición Histórica Europea. (Según cita Fèlix Duran i Cañameres el año 1915 y la cual no consta en catálogo)[8]
- 1968 París, L'Europe gothique, XII-XIV siècles.[16]
- 1989 mayo-julio Barcelona, Millenvm.[17]